# Tampon

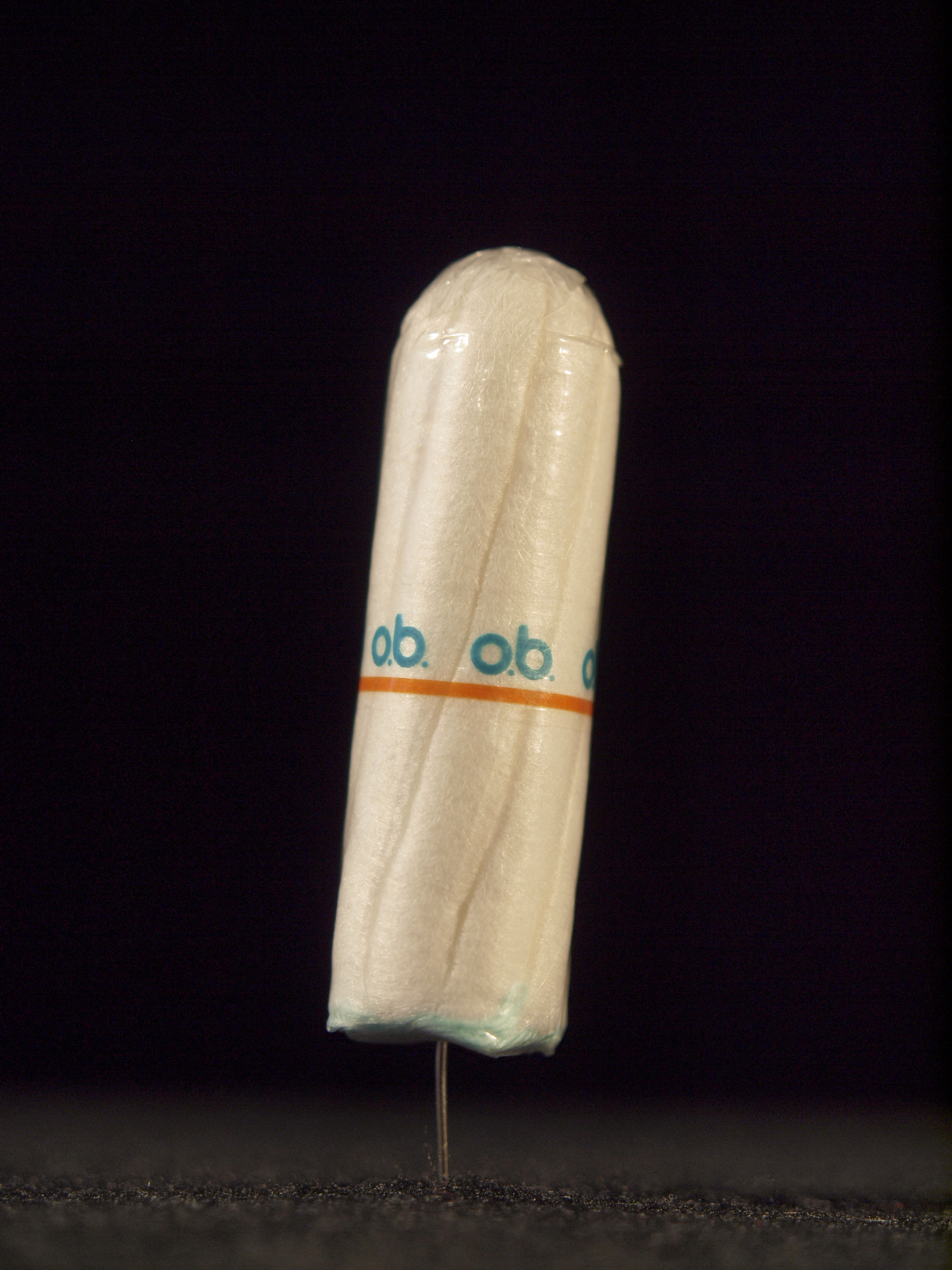
Tampon

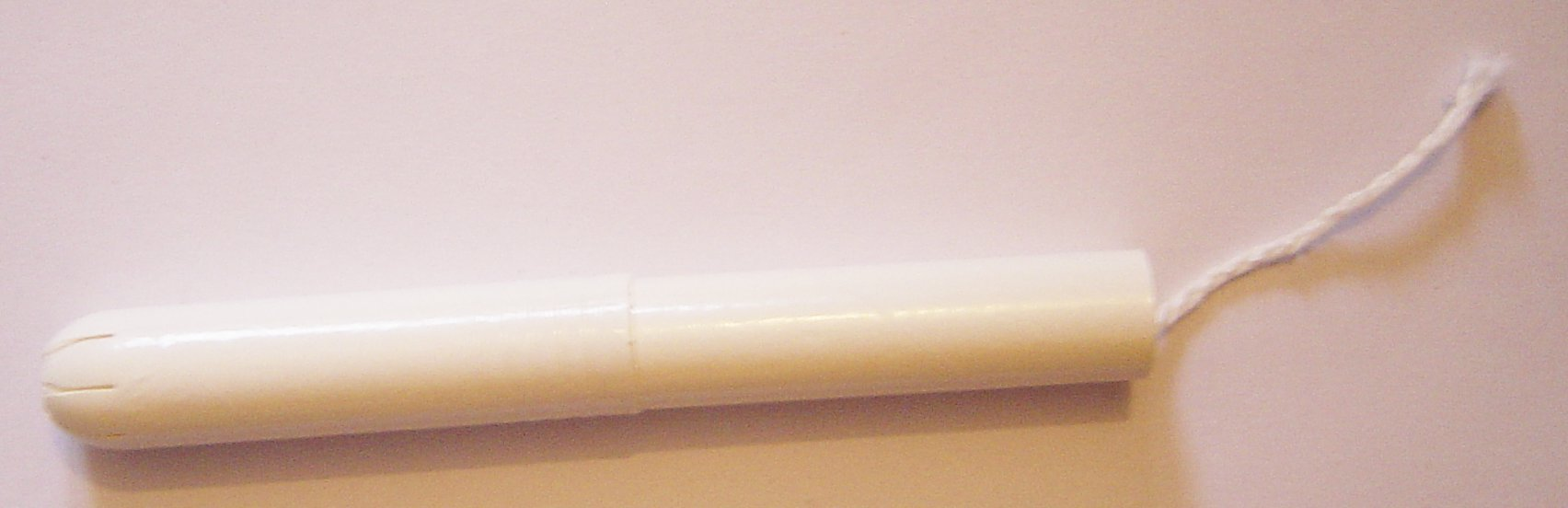
Tampon s aplikátorem

Tampon (nebo tampón) je ženská hygienická pomůcka sloužící k zachycení menstruační krve. Jedná se o váleček ze směsi bavlny a hedvábí nebo z viskózy, opatřený šňůrkou k vytažení. Zavádí se do horní části pochvy a funguje jako savá houbička.

## Historie
Tampony byly vynalezeny už v první polovině 20. století. Větší popularitu si získaly od 70.–80. let. Do Česka se začaly dovážet v devadesátých letech.

## Výhody a nevýhody tamponů
Výhody proti vložkám:
- Při používání vložek krev zasychá na vzduchu, což může způsobit zápach. Tento problém s tampony odpadá. Také nedochází k zašpinění, pocení, opruzení nebo odření zevních genitálií.
- S tampony se lze věnovat vodním sportům. I při jiných sportech se žena cítí pohodlněji.
- V noci nebo při sportu s vložkou často hrozí zašpinění po okrajích nebo vzadu při posunutí vložky.
- Tampon není vidět (kromě šňůrky). Náhradní tampony se vejdou do kabelky i do kapsy.
- Při velmi silné menstruaci lze použít tampon společně s vložkou nebo intimkou pro pocit větší jistoty.

Argumenty proti tamponům:

Tampon zavedený ve vagíně

- Při menstruaci je zvýšená pravděpodobnost onemocnění TSS. Souvislost s používáním tamponů však nebyla jednoznačně prokázána.
- Některé dívky se domnívají, že tampony nelze používat jako panna. Naprostá většina děvčat může používat tampony velikost mini až normal, aniž by si protrhly panenskou blánu.
- Tampony vysušují sliznici, což pak může mít negativní vliv při sexu.

## Klasifikace
V Evropské unii jsou tampony považovány za hygienický výrobek, na který se vztahují všeobecné předpisy – European General Product Safety Directive Ref: 2001/95/EC. Jednotlivé státy ale mohou požadovat přísnější podmínky pro výrobu a prodej tamponů. Například Rakousko (Österreichisches Lebensmittelbuch IV. Auflage Kapitel / B 36 / Gebrauchsgegenstände) požaduje dodržení maximálních limitů pro výskyt aerobních bakterií 200 CFU/g a pro plísně 20 CFU/g.
V USA jsou tampony klasifikovány jako zdravotnický prostředek kategorie II (Code of Federal Regulations, Title 21, Volume 8, Sec. 884.5470  Unscented menstrual tampon).
Mnohé státy mají své vlastní standardy: Austrálie (TGA Archivováno 12. 2. 2018 na Wayback Machine.), Brazílie (ANVISA Archivováno 12. 2. 2018 na Wayback Machine.), Ekvádor a další.

## Konstrukce
- Existují dva základní typy tamponů: běžné zaváděné prstem, odborně nazývané digitální (lat. digitus = prst) a aplikátorové. Aplikátor je plastový a skládá se většinou ze dvou částí. Válečku, do kterého je vložen tampon, a pístku, kterým se tampon vypuzuje z válce do těla.
- Základní součástí je absorpční jádro z viskózy nebo jiného materiálu, který je vylisován do tvaru válce. Existují dva základní výrobní postupy:
  - Absorpční materiál je předvyroben do podoby pásu, navinut do základního válce a následně slisován v příčném směru. Takový tampon se při absorpci tekutiny rozšiřuje pouze v příčném směru.
  - Absorpční materiál je předvyroben do plochého pravoúhlého tvaru, který je pak slisován v příčném i podélném směru. Takový tampon se při absorpci tekutiny rozšiřuje v příčném i podélném směru.
- Absorpční jádro je obaleno většinou netkanou textilií, která zabraňuje uvolňování vláken při používání a vyjímání.
- V tamponu je upevněn provázek pro vytažení.
- Tampon je zataven v plastovém obalu, který zajišťuje ochranu před kontaminací.

Většina velkých výrobců tamponů je členem Výboru výrobců hygienických absorpčních prostředků v rámci EDANA (European Disposables and Nonwovens Association) a řídí se jejím Code of Practice, který shrnuje požadavky na značení, informování o riziku TSS, informování o způsobu užití a další informace.

## Používání
- Běžný tampon se zavádí prstem cca na délku nataženého ukazováčku. Nesmí se strkat směrem nahoru, ale spíš dozadu. Když je usazen na správném místě, není cítit ani nemůže vypadnout. Důležité je najít si vhodnou polohu pro zavádění a uvolnit poševní svaly.
- Vytažení se provede zatáhnutím za šňůrku. Před i po manipulaci s tamponem je třeba umýt si ruce.
- Tampon se volí podle síly menstruace. Při silné se tampon mění i po 3–4 hodinách, v dalších dnech vydrží zpravidla minimálně 6 hodin. V žádném případě se ale nedoporučuje mít ho déle než 8–9 hodin. Výrobci nabízejí až 6 velikostí tamponů, které se značí symbolem jedné až šesti kapek. Je lepší použít menší tampon a dříve ho vyměnit, než používat zbytečně velké. Ženy po porodu obvykle potřebují tampony super nebo větší.
  - 1 – pojme max. 6 gramů krve, téměř se nevyrábí
  - 2 – 6-9g, mini/light
  - 3 – 9-12g, normal/regular
  - 4 – 12-15g, super
  - 5 – 15-18g, super/super plus
  - 6 – 18-21g, ultra/maxi

Tampony se běžně prodávají v krabičkách po 8, 16 nebo 32 kusech. Každý je zvlášť hygienicky zabalen a v krabičce je přiložen podrobný návod.
- Tampony se nevyhazují do WC, protože se jimi může ucpat. Zabalí se do sáčku nebo papíru a vyhodí do koše.

## Značky
- O.B., vyrábí Johnson & Johnson
- Kotex, vyrábí Kimberly-Clark, závod Litovel, ČR
- Tampax, vyrábí Procter & Gamble

## Alternativy
Tampony samy o sobě jsou biologicky rozložitelné, pokud jsou vyrobeny z bavlny nebo viskózy. Jediným problémem je, pokud výrobci pro některou část použijí nerozložitelný materiál, např. polyesterový provázek. Vzhledem k tomu, že žena spotřebuje během života několik tisíc tamponů, vytváří se tak velké množství odpadu, proto jsou jako ekologické propagovány prostředky na opakované použití. Patří mezi ně:
- menstruační kalíšek
- tampon z mořské houby
- Menstruační kalhotky